# Alocoderus luangensis
Alocoderus luangensis är en skalbaggsart som beskrevs av Rowan M. Emberson och Zdzisława Stebnicka 2001. Alocoderus luangensis ingår i släktet Alocoderus och familjen Aphodiidae. Inga underarter finns listade i Catalogue of Life.